# Hookeriopsis bartramii
Hookeriopsis bartramii är en bladmossart som beskrevs av Aloysio Sehnem 1969. Hookeriopsis bartramii ingår i släktet Hookeriopsis och familjen Hookeriaceae. Inga underarter finns listade i Catalogue of Life.